# Favoriti e vincenti
Favoriti e vincenti è un film drammatico del 1983 scritto e diretto da Salvatore Maira; realizzato col contributo del Ministero del Turismo e dello Spettacolo e presentato lo stesso anno al Festival di Venezia, risulta inedito nelle pubbliche sale.

## Trama
Michele è un sognatore, incapace di trovare nella realtà una ragione di vita. Sogna di vincere ai cavalli, ma scommettendo dilapida il modesto stipendio di lavapiatti. Per modello ha il ricco malavitoso Loy, che in breve lo corrompe portandolo alla disperazione. Di fronte al baratro del nulla più assoluto, Michele si salva grazie al legame col fratello poliziotto e all’amore per una ragazza di colore.